# ANSWER (Only this timeの曲)
「ANSWER」（アンサー）は、Only this timeの楽曲。バンドの1枚目のシングルとして2019年7月3日にビーイングから発売された。

## 解説
表題曲「ANSWER」はテレビアニメ『名探偵コナン』のオープニングテーマとして起用された。焚吐と宮川大聖の楽曲が『コナン』に起用されたのは「神風エクスプレス」以来2回目となる。また、2019年6月4日にはミュージックビデオがYouTubeで公開された。

## チャート成績
「ANSWER」はオリコンチャートの週間ランキングで5位、2019年7月度の月間ランキングで33位を獲得し、Billboard JAPANの「Billboard Japan Hot 100」で39位、「Billboard Japan Hot Animation」で6位、「Billboard Japan Top Singles Sales」で5位を獲得した。

## 収録曲

### 初回限定盤
CD
1. ANSWER
作詞・作曲 - 宮川大聖 / 編曲 - Nob from MY FIRST STORY
2. eye
作詞・作曲 - 宮川大聖 / 編曲 - 西川進
3. ダサい人たち
作詞・作曲 - 焚吐 / 編曲 - 薮崎太郎

DVD
1. ANSWER MV
2. ANSWER MVメイキング

### 名探偵コナン盤
CD
1. ANSWER
2. eye
3. ダサい人たち
4. ANSWER (TV Edit)